# اکوکیک (مریلند)
اکوکیک (به انگلیسی: Accokeek) شهری در ایالت مریلند کشور ایالات متحده آمریکا است که جمعیت آن در سرشماری سال ۲۰۱۰ میلادی، ۱۰٬۵۷۳ نفر بوده‌است.